# Stölting-Gruppe
Die Stölting Service Group ist ein in Deutschland und Österreich agierendes Unternehmen für Facility Service. Schwerpunkte sind die Bereiche Reinigung, Sicherheit und Personal. Das Familienunternehmen wurde 1899 gegründet und hat seinen Sitz in Gelsenkirchen.

## Geschichte
1899 wurde das Unternehmen als Glasreinigungsbetrieb gegründet. Daraus entwickelte sich die älteste Unternehmenssparte, die Gebäudereinigung. 1988 übernahm Hans Mosbacher als Gesellschafter das Unternehmen von seinem Vater Georg Mosbacher. 2004 trat er als Geschäftsführer ins Unternehmen ein.
2015 trat Sebastian Mosbacher in die Geschäftsführung ein, seit 2023 steht er als CEO an der Spitze der Stölting Service Group. Stephan Kulbatzki trat 2020 als CFO in die Geschäftsführung ein, Boris Alexander Westerfeld (COO) im Jahre 2022.
1988 kamen die Arbeitnehmerüberlassung und das Personalmanagement, 1989 die Industriereinigung inklusive der Wartung und Instandhaltung, 2004 die Sicherheitsdienstleistungen und 2009 die Gleisbausicherung hinzu. Seit über 50 Jahren ist das Unternehmen im Familienbesitz.

## Unternehmensentwicklung und Expansion
2025 hat die Stölting Service Group ihre Marktpräsenz nach Österreich ausgeweitet und ihren Hauptsitz in Wien etabliert. Im Zuge dieser Expansion hat Stölting die Mehrheitsbeteiligung an der Wagner RCP Security Holding übernommen.
Die Wagner Sicherheitsdienste GmbH, ein Teil der Wagner RCP Security Holding, ist ein Anbieter von Sicherheitsdienstleistungen in Österreich. Durch diese Übernahme stärkte die Stölting Service Group ihre Marktposition und erweiterte ihr Dienstleistungsportfolio im deutschsprachigen Raum.
Zum 1. April 2024 übernahm die Stölting Service Group das Bonner Unternehmen Dirk Müller Gebäudereinigung mit 2000 Mitarbeitern und 35 Mio. Euro Umsatz.
2020 übernahm Stölting das Düsseldorfer Reinigungsunternehmen Clemens Kleine GmbH.

## Sponsoring
Die Stölting-Gruppe sponsert diverse Teams – so wie die Fußballmannschaften Borussia Dortmund, Fortuna Düsseldorf, Schalke 04 und VfL Wolfsburg. Von 2012 bis Ende 2023 war die Stölting Service Group Namenssponsor des Radsportmannschaft Team Stölting. Vom 1. Dezember 2015 bis Juli 2019 trug das Stadion am Hünting in Bocholt den Sponsorennamen Stölting Arena. Seit dem 16. August 2017 ist das Unternehmen zudem Sponsor beim ebenfalls in Gelsenkirchen ansässigen Fußball-Bundesligisten FC Schalke 04. Seit August 2018 übernimmt das Unternehmen zudem das Hauptsponsoring des FC Schalke 04 Basketball in der 2. Basketball Bundesliga ProA. Seit 18. August 2021 ist die Stölting Service Group Hauptsponsor beim FC Rot-Weiß Erfurt. Seit Juni 2022 ist die Stölting Service Group offizieller Security-Partner von Fortuna Düsseldorf.

## Sonstiges
2014 nahm der Geschäftsführende Gesellschafter Hans Mosbacher bei der RTL Doku Undercover Boss teil.
In der Vergangenheit sollen zum Teil Prämien für Gewerkschaftsaustritte angeboten worden sein. Die „Kopfgeld“- und „Meinungsmache“-Vorwürfe wurden bereits im Jahr 2016 geklärt. Seither besteht zwischen Gewerkschaft, Betriebsrat und Stölting gutes Einvernehmen.

## Belege
1. ↑  https://www.stoelting-gruppe.de/impressum/
2. ↑  Stölting expandiert auf österreichischen Markt. 28. Februar 2025, abgerufen am 4. März 2025.
3. ↑  rationell-reinigen.de
4. ↑  facility-manager.de
5. ↑  stoelting-gruppe.de
6. ↑  Team Stölting: Mit voller Kraft in die zweite Liga. In: radsport-news.com. 23. Januar 2014, abgerufen am 11. Mai 2021.
Team Stölting wird aufgelöst. In: radsport-news.com. 16. Dezember 2016, abgerufen am 11. Juni 2021.
7. ↑  Herzkammer der Schwatten Liebe: FC-Heimstätte heißt wieder „Stadion am Hünting“. 1. FC Bocholt, 30. Juni 2023, abgerufen am 6. Juli 2023.
8. ↑  Stölting wird offizieller Partner des FC Schalke 04. In: schalke04.de. 16. August 2017, archiviert vom Original (nicht mehr online verfügbar) am 16. August 2017; abgerufen am 11. Mai 2021.
9. ↑  Stölting Service Group wird offizieller Hauptsponsor. In: schalke04.de. 25. August 2018, abgerufen am 11. Mai 2021.
10. ↑  Stölting Service Group wird neuer Hauptsponsor beim FC Rot-Weiß Erfurt. Abgerufen am 23. August 2021.
11. ↑  Stölting wird offizieller Security-Partner von Fortuna Düsseldorf. Abgerufen am 6. September 2022.
12. ↑  Jörn Stender: Gelsenkirchener Unternehmer im Einsatz als „Undercover Boss“. In: Westdeutsche Allgemeine Zeitung. Funke Mediengruppe, 5. Februar 2014, abgerufen am 11. Mai 2021.
13. ↑  Gerhard Klas: Sicherheitsdienste – Das Geschäft mit der Angst. (mp3-Audio; 26 MB; 27:57 Minuten) In: SWR2 Wissen. 10. Dezember 2019, abgerufen am 11. Mai 2021.
Gerhard Klas: Sicherheitsdienste – Das Geschäft mit der Angst. (PDF; 159 kB) In: SWR2 Wissen. 10. Dezember 2019, S. 9, abgerufen am 11. Mai 2021.
14. ↑  Jörn Stender: Stölting und IG BAU in Gelsenkirchen legen Streit bei. In: ursprünglich nrz.de, später waz.de. 17. Juni 2016, abgerufen am 18. Februar 2024.

Koordinaten: 51° 32′ 57,5″ N, 7° 6′ 9,6″ O